# Liliomfi (film din 1954)
Liliomfi (Liliomfi) este un film maghiar de comedie din 1955. A fost regizat de Károly Makk.

## Distribuție
- Iván Darvas – Liliomfi
- Marianne Krencsey – Mariska
- Margit Dajka – Camilla
- Samu Balázs – profesorul Szilvay
- Éva Ruttkai – Erzsi
- Imre Soós – Gyuri
- Sándor Pécsi – Szellemfi
- Sándor Tompa – Kányai
- Vera Szemere – dna. Zengőbérczi
- Dezső Garas – tânărul Schnaps
- Gábor Rajnay – contele Pejachevici